# Fuzik János
Fuzik János Sándor (szlovákul Ján Fuzik, Kesztölc, 1957. október 10. – 2022. szeptember 7.) magyarországi szlovák újságíró, dokumentumfilm-rendező, közéleti személyiség. 1999 és 2014 között az Országos Szlovák Önkormányzat elnöke. 2014 és 2018 között az Országgyűlés első szlovák nemzetiségi szószólója.

## Életpályája
Fuzik a Pilisben, a jelentős szlovák lakossággal bíró Kesztölcön született. 1976-ban érettségizett a budapesti szlovák gimnáziumban, ezt követően felvételt nyert a pozsonyi Comenius Egyetemre, ahol újságírást tanult. A diplomát 1981-ben szerezte meg. Ezt követően visszatért Magyarországra, ahol a magyarországi szlovák sajtónál, a Ludové noviny című hetilapnál, kezdett el dolgozni. 1983-ban kikérték onnan és átkerült a Magyar Televízió szegedi körzeti stúdiójába, ahol megszervezte az első magyarországi szlovák nemzetiségi műsorait (Naša obrazovka, majd Domovina). Emellett magyar nyelvű műsorok, illetve riportok elkészítésében is részt vett. 
A rendszerváltás után a nemzetiségi szerkesztőségeket átszervezték és az egységes paletta főszerkesztőjévé nevezték ki. Emellett dokumentumfilmeket is rendezett, amelyek témája a magyarországi szlovákság életével kapcsolatos. Az 1996-os EtnoFilm Fesztiválon a szlovák-magyar lakosságcseréről szóló Hívó szóra című dokumentumfilmje megkapta a fesztivál nagydíját.
A rendszerváltás után a magyarországi szlovák közéletben is aktív szerepet vállalt, alapítója a Magyarországi Szlovákok Szövetségének és a Szegedi Szlovákok Szervezetének is, mindkét egyesületben vezető szerepeket töltött be. 1999-ben megválasztották az Országos Szlovák Önkormányzat elnökévé, ekkor távozott a Magyar Televíziótól. Tisztségében összesen négy választási ciklust töltött. A 2014-es országgyűlési választáson az első szlovák nemzetiségi lista vezetője volt. Mivel a lista nem szerzett kedvezményes mandátumot, így Fuzikot nemzetiségi szószólóvá választották. Emiatt távozott az Országos Szlovák Önkormányzat elnöki tisztségéből. Az Országgyűlésben a magyarországi nemzetiségek bizottságának első elnökévé választották. A 2018-as országgyűlési választáson nem indult. 2020-ban kinevezték Magyarország eszéki főkonzulátusa vezetőjévé.
Munkásságáért 2006-ban a Magyar Köztársasági Érdemrend lovagkeresztjével tüntették ki.

## Főbb dokumentumfilmjei
- A halottak a jó emberek (1993–94)
- A pásztortanító (1995)
- Keresztút (1996)
- Hívó szóra (1996)
- Történelmi perújítás (1997)
- Lefordított címer (1997)
- A kő volt a kenyerünk (1998)
- A pozsonyi tizenhármak (1999)
- „A magyarok nyilaitól…” (1999)
- Bejárónők (2000)
- A XIII. parancsolat (2000)
- Fedőneve: Zala (2001)